# Острув-Велькопольский Западный
Острув-Велькопольский Западный или Острув-Западный (пол. Ostrów Wielkopolski Zachodni, Ostrów Zachodni) — грузовая и техническая железнодорожная станция в городе Острув-Велькопольский (расположена в дзельнице Захажев, в микрорайоне Нове-Парцеле), в Великопольском воеводстве Польши.
Сортировочная станция на железнодорожной линии Лодзь-Калиская — Форст, построена в 1955 году.